# Pilier (rugby à XIII)
Pour les articles homonymes, voir Pilier (homonymie).
Ne doit pas être confondu avec Pilier (rugby à XV).
Pilier (en anglais : prop) est un poste de rugby à XIII. On trouve deux piliers dans une équipe, ils portent généralement les numéros 8 (pilier gauche) et 10 (pilier droit). Ce sont des joueurs de première ligne qui entourent le talonneur (numéro 9) en mêlée, et qui ont historiquement la mission de pousser les piliers adverses en poussant eux-mêmes et en transmettant la poussée exercée par la deuxième ligne, aussi appelée « attelage ». 
Toutefois, les évolutions du rugby à XIII font que les piliers sont de moins en moins amenés à pousser les mêlées, afin de les économiser pour d'autres phases de jeu offensives où ils ont un rôle essentiel.
Ils sont parfois qualifiés de « moteurs de l'équipe ».
| \| \| 8 Pilier \| \| 9 Talonneur \| \| 10 Pilier \| \| \| \| \| \| 11 Deuxième ligne \| \| 12 Deuxième ligne \| \| \| \| \| \| \| \| 13 Troisième ligne \| \| \| \| \| \| \| \| \| \| \| \| \| \| \| \| \| \| 7 Demi de mêlée \| \| \| \| \| \| \| \| \| \| 6 Demi d'ouverture \| \| \| \| \| \| \| 4 Centre gauche \| \| 3 Centre droit \| \| \| \| \| \| 5 Ailier gauche \| \| \| \| 2 Ailier droit \| \| \| \| \| \| \| 1 Arrière \| \| \| \| \| |                 |                   |                    |                    |                |  |  |
| | 8 Pilier        |                   | 9 Talonneur        |                    | 10 Pilier      |  |  |
| |                 | 11 Deuxième ligne |                    | 12 Deuxième ligne  |                |  |  |
| |                 |                   | 13 Troisième ligne |                    |                |  |  |
| |                 |                   |                    |                    |                |  |  |
| |                 |                   | 7 Demi de mêlée    |                    |                |  |  |
| |                 |                   |                    | 6 Demi d'ouverture |                |  |  |
| |                 | 4 Centre gauche   |                    | 3 Centre droit     |                |  |  |
| | 5 Ailier gauche |                   |                    |                    | 2 Ailier droit |  |  |
| |                 |                   | 1 Arrière          |                    |                |  |  |

## Description du poste

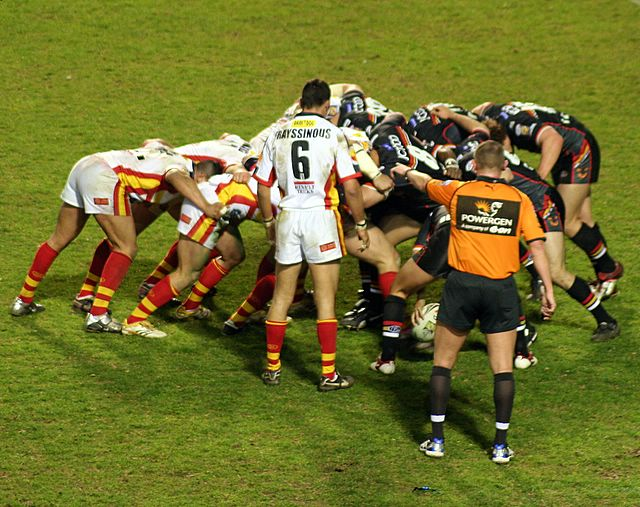
Mêlée en rugby à XIII : une véritable rampe de lancement pour l'équipe qui en bénéficie

### Rôles
Les piliers jouent un rôle reconnu dans la rupture des lignes de défenses adverses, raison pour laquelle ils doivent être également capables de courir rapidement pour créer des brèches et porter la balle le plus loin possible :  la capacité des piliers à dominer leurs vis-à-vis conditionne la réussite de l'équipe lors de cette phase de conquête mais aussi en matière de défense (des qualités de plaqueurs sont donc indispensables). 
Généralement, chaque équipe prévoit également deux piliers remplaçants pour le « coaching »  afin de permettre aux deux piliers de récupérer pendant la partie.  
Le fait que la mêlée soit très souvent non poussée à XIII, amène les piliers de rugby à XIII à être relativement épargnés de certains risques auxquels sont confrontés leurs cousins du rugby à XV : oreilles en chou-fleur, pathologie relative aux atteintes aux cervicales à la suite des rentrées dans les mêlées et effondrement de celles-ci ....  
Cependant, rien n'interdit à ce qu'une mêlée soit poussée en rugby à XIII, cela est certes rare, mais sa rareté même peut être exploitée tactiquement.  

### Spécificités physiques
Les joueurs jouant à ce poste sont généralement les plus massifs de l'équipe mais leur taille tend à être de moins en moins différente de celles des autres joueurs . 
Le rôle du pilier dans le XIII dépasse le rôle de bélier qu'on leur attribue parfois, ils doivent non seulement percuter le rideau défensif adverse pour essayer de le percer ou pour concentrer la défense.  
Mais, et c'est une différence avec le rugby à XV, l'organisation offensive ou défensive d'une équipe impose que les joueurs se déplacent souvent  sur la largeur et longueur  du terrain. Ce principe amène le pilier à une polyvalence certaine (puissance, vitesse, rapidité de déplacement, techniques de passes connues) qui constitue une sorte de cahier des charges minimal que doit respecter tout joueur jouant à ce poste dans cette forme de rugby, singulièrement au plus haut niveau. 

## Joueurs emblématiques
Voici une liste de joueurs de joueurs ayant marqué leur poste, selon la littérature treiziste.
- Eorl Crabtree[2]
- Adrian Morley[2]